# Пятнистый Хвост
Пятни́стый Хвост (лакота: Siŋté Glešká. Произносится Синтэ́ Глешка́.  англ. Spotted Tail) — вождь индейцев племени лакота брюле, один из великих воинов, участвовал в бойне против лейтенанта Джона Граттана.
Отказался участвовать в войне Красного Облака, убедившись в бессмысленности войны с белыми; впоследствии стал государственным деятелем, отстаивал права своего племени, был сторонником мирных переговоров. В своих записках об одном из первопроходцев штата Вайоминг, называемых дневники Джона Хантона (англ. John Hunton's diaries) историк Фленнери (англ. L. G. (Pat) Flannery) заметил, что Пятнистый Хвост обладал необычайным интеллектом с прочным пониманием достоинства и прав человека. Пятнистый Хвост побывал в Вашингтоне, где представлял интересы своего племени, живо интересовался вопросами образования для индейцев лакота.

## Биография
Пятнистый Хвост родился в 1823 году в селении брюле вблизи Уайт-Ривер (англ. White River), к западу от реки Миссури. Сорока годами ранее лакота или тетон-сиу переместились из Миннесоты и Южной Дакоты к западу от Миссури и постепенно распались на семь племён, наиболее крупными из них были брюле (лакота Sičháŋǧu, англ. Brulé) и оглала (лакота Oglála). Они приобрели лошадей и освоили более быструю охоту на бизонов. Отец Пятнистого Хвоста, Растрёпанные Волосы (англ. Tangle Hair), был из племени сихасапа, мать, которую звали Идущая С Трубкой (англ. Walks-with-the-Pipe), была из брюле. Пятнистый Хвост при рождении получил имя Прыгающий Бизон (англ. Jumping Buffalo); своё второе имя получил после того как один белый охотник подарил ему хвост енота, который Прыгающий Бизон иногда носил на голове. Сёстры Пятнистого Хвоста, Железо Между Рогов и Убивающая Врагов, были замужем за Неистовым Конём старшим. Вероятно, Пятнистый Хвост также приходился дядей знаменитому Неистовому Коню, что делало его родственником с другим великим воином, Касающимся Облака.
В 1871 году Пятнистый Хвост побывал в Вашингтоне и встретился с президентом Улиссом Грантом, а также с Красным Облаком, с которым он наконец сумел найти общий язык после многолетних разногласий по различным вопросам.
Пятнистый Хвост был убит Вороньим Псом в 1881 году после окончания войны за Чёрные Холмы. Согласно одной из версий был убит из-за женщины, по другой — в результате заговора, целью которого было подорвать силу вождей. Он был похоронен на территории резервации Роузбад в Южной Дакоте.
Его именем назван племенной университет в Южной Дакоте — Sinte Gleska University.